# Aeródromo Aerosantacruz
El Aeródromo Aerosantacruz (OACI: SCUZ) es un terminal aéreo ubicado junto a la ciudad de Santa Cruz, Provincia de Colchagua, Región del Libertador General Bernardo O'Higgins, Chile. Es de propiedad privado.